# SV Dakota
El Sport Vereniging Dakota (Holandés:Sports Club), (conocido como SV Dakota) o simplemente Dakota es un equipo de fútbol de Aruba que juega en la Primera División de Aruba, la liga de fútbol más importante del país. 

## Historia
Fue fundado en el año 1947 en la (ciudad, Barrio) de Dakota, cerca de la capital Oranjestad y es uno de los equipos más exitosos del país, ganando el torneo de liga en 17 ocasiones y 9 títulos de copa a nivel local.
A nivel internacional ha participado en 1 torneo continental, en la Copa de Campeones de la Concacaf del año 1983, en la que fue eliminado en la Segunda ronda por el Robinhood de Surinam.

## Palmarés
- Primera División de Aruba: 17

1961, 1962, 1963, 1965, 1966, 1969, 1970, 1971, 1974, 1976, 1980, 1981, 1982, 1983, 1995, 2017-18, 2021-22
- Subcampeones: 12

1958, 1979, 1984, 1985, 1988, 1991, 1998, 2000, 2015-16, 2022-23, 2023-24, 2024-25
- División Uno de Aruba: 1

2011
- Torneo Copa Betico Croes: 3

2007, 2018, 2025
- Finalista: 5

2011, 2016, 2017, 2019, 2024
- Copa Juliana: 6

1960, 1962, 1963, 1967, 1968, 1969
- Campeonato de las Antillas Neerlandesas: 0
  - Finalista: 4

1962, 1963, 1970, 1983

## Participación en competiciones de la CONCACAF
- Copa de Campeones de la Concacaf: 1 aparición

1983 - Segunda ronda clasificatoria
- CONCACAF Caribbean Club Shield: 2 aparición

2019 - Tercero en Grupo D
2023 - Segundo en Grupo D